# Houdini, l'illusionniste
Pour les articles homonymes, voir Houdini.
Houdini, l'illusionniste (Houdini) est une mini-série historique canadienne en deux parties diffusée les 1er et 2 septembre 2014 sur History, au Canada sur History Canada
En France elle a été diffusée les 16 et 23 décembre 2014 sur OCS Max. Puis sur D8 le 28 décembre 2015.

## Synopsis
Splendeurs et misères du plus grand maître de l'illusion de tous les temps, Harry Houdini, de l'anonymat à la gloire internationale, de la pauvreté à l'opulence.

## Fiche technique
- Titre original : Houdini
- Titre français : Houdini, l'illusionniste
- Réalisation : Uli Edel
- Scénario : Nicholas Meyer
- Directeur artistique : Patrizia von Brandenstein
- Chef décorateur : Tibor Lazar
- Costumes : Birgit Hutter
- Photographie : Karl Walter Lindenlaub
- Musique : John Debney
- Casting : Katalyn Baranyi
- Producteur : Ildiko Kemeny
  - Producteur exécutif : Gerald W. Abrams, Andras Hamori, David Eick
- Sociétés de production : A&E Television Networks, Cypress Point Productions, Lionsgate Television
- Sociétés de distribution : Lionsgate Home Entertainment
- Pays d'origine : Canada
- Lieu de tournage : Hongrie
- Langue originale : anglais
- Format :
- Genre : Historique
- Durée : 166 minutes

## Distribution
- Adrien Brody (VF : Adrien Antoine) : Harry Houdini
- Kristen Connolly (VF : Claire Tefnin) : Bess Houdini, la femme de Harry
- Eszter Ónodi : Cecilia Weiss, la mère de Harry
- Tom Benedict Knight : Dash Houdini, le frère de Harry
- Jeremy Wheeler : Rabbi Mayer Samuel Weisz, le père de Harry
- Gyula Mesterházy : Guillaume II d'Allemagne
- Simon Nader : Nicolas II de Russie
- Iván Kamarás (en) : Grigori Raspoutine
- Caroline Boulton : Sylvia la femme à barbe[2]
- Shaun Williamson (en) : l'espion[3]

## Accueil
La première partie a attiré 3,7 millions de téléspectateurs.

## Distinctions

### Nominations
- 67e cérémonie des Directors Guild of America Awards : Directors Guild of America Award de la meilleure réalisation pour un téléfilm ou une mini-série pour Uli Edel
- Screen Actors Guild Awards 2015 : meilleur acteur dans une mini-série ou un téléfilm pour Adrien Brody

## Version française
- Société de doublage : Dubbing Brothers
- Adaptation des dialogues : Ludovic Manchette et Christian Niemiec